# 報恩寺 (安海鎮)

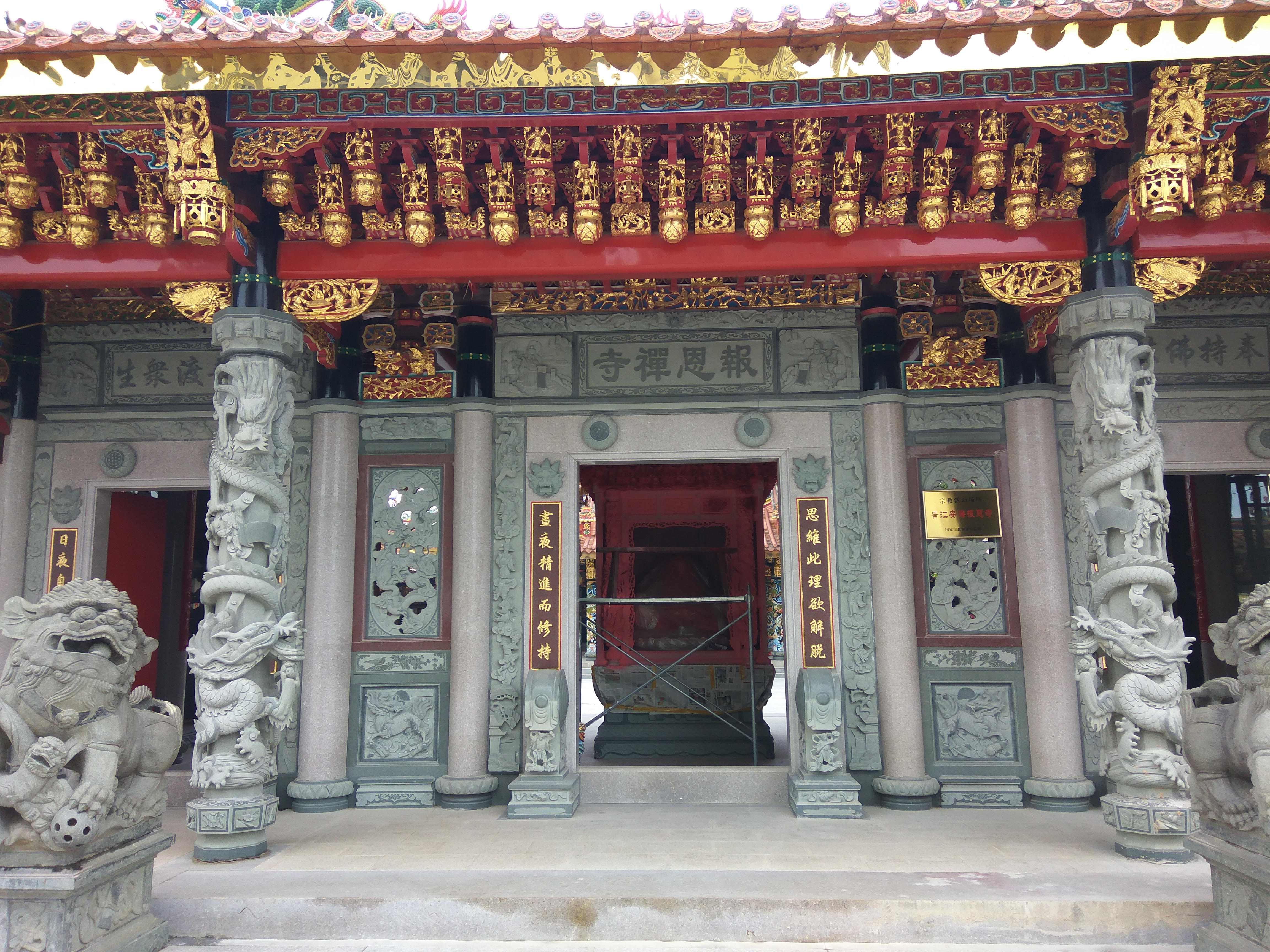

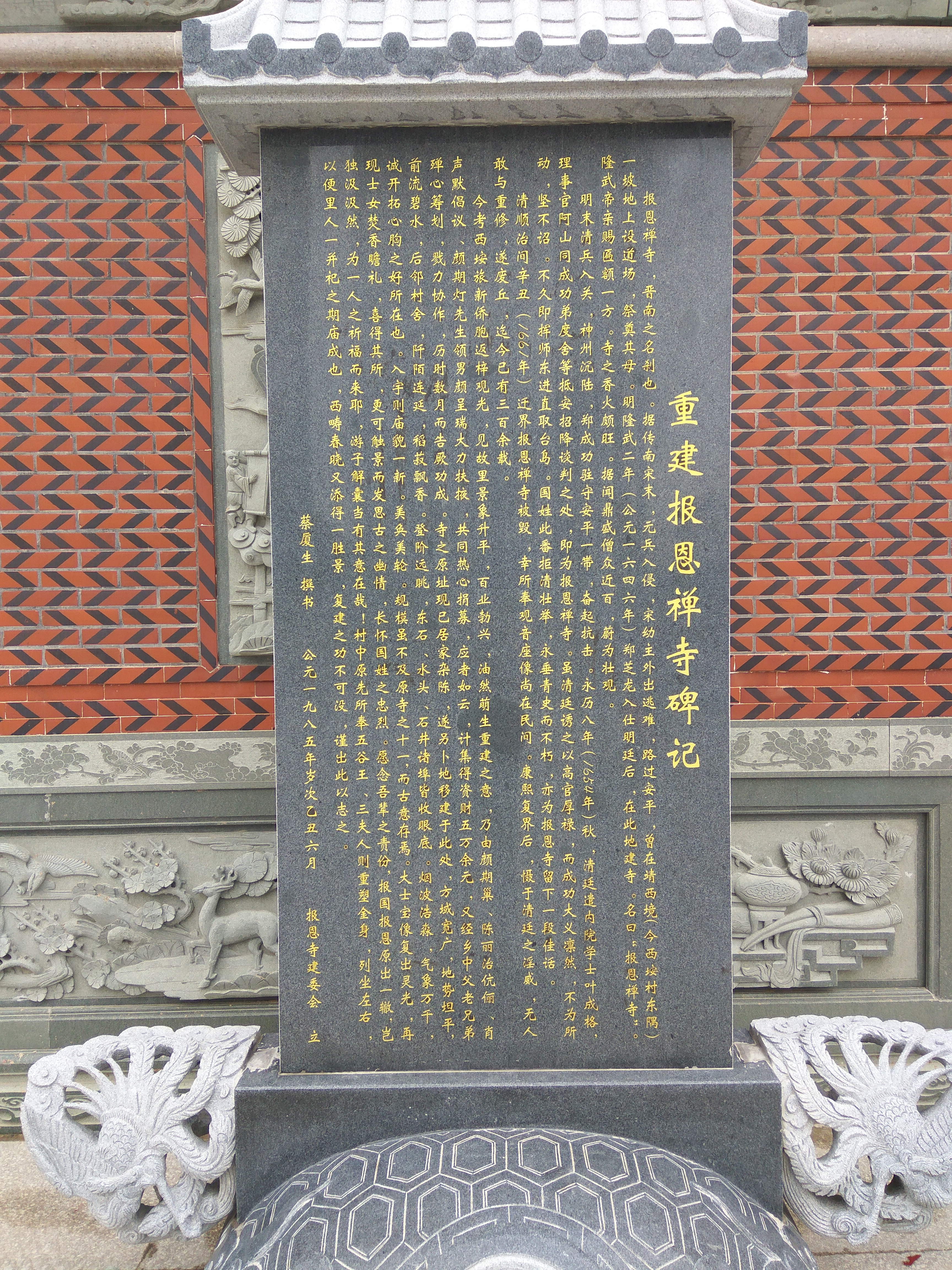
报恩寺重修记

晋江安海报恩寺始建于南明·隆武二年，由郑成功父亲郑芝龙所建。为迎隆武帝朱聿键入闽而建。

## 修建历史

### 明朝
安海镇报恩寺地处于安海靖西境（现今安海西垵村东北），始建于南明·隆武二年（清顺治二年）。1649年农历闰6月，郑芝龙与福建巡抚张肯堂、巡按御史吴春枝、礼部尚书黄道周，拥立朱聿键于福州称帝改元为隆武。郑芝龙受封平虏侯，掌握军政大权；晋平国公。八月加太师。隔年郑芝龙为表达对隆武帝的忠心，请建报恩寺，隆武帝亲赐“敕建报恩禅寺”匾额。

### 清朝
清顺治十八年（1661）为打击明郑发布迁界令，实行“片甲不入海”政策，对明郑势力进行坚壁清野，导致该寺破旧沦为废墟。

### 近代
康熙朝复迁，但因该寺为当时郑成功与清政权和谈之地无人敢复，直到上个世纪才有华侨出资重新寺院。寺内有联
“沧海变更檐宇再建留古意，星斗转换山门重开见新颜”
报恩寺是安海八景之一有“西畴春晓”的美称。

## 议和事件
（1653年，明永历七年，清顺治十年）农历五月，清军两度大败于郑成功后，顺治帝敕封郑成功为“海澄公”，郑成功不接受。八月，顺治帝特遣内院学士叶成格、理事官阿山等人招抚郑成功双方于报恩寺内议和，郑军得以休兵筹措粮饷，稍事整顿。十一月，顺治帝再度敕封，并承诺给予一府（泉州）之地安置兵将，郑成功仍不接受。

### 注解出处
1. ↑  《安海志》记载：报恩寺为明隆武三年（1646年）郑芝龙所建，隆武帝亲赐“勅建报恩禅寺”匾
2. ↑  黄俊鹏. . 黄氏宗亲网.   [2016-11-06]. （原始内容存档于2016-11-06） （中文（中国大陆））.
3. ↑  陈增仁. . 养正中学厦门校友会.   [2016-11-06]. （原始内容存档于2016-03-04） （中文（中国大陆））.
4. ↑  《清史稿·列传11·郑成功》、江日升《台湾外纪·卷4》、佟国器顺治十一年十月初九日奏本，见《三抚密奏疏稿·抚闽密奏》